# Teruo Abe
Teruo Abe (japonsko 安部 輝雄), japonski nogometaš.
Za japonsko nogometno reprezentanco je odigral dve uradni tekmi.